# Jean-Jacques Honorat
Jean-Jacques Honorat (Puerto Príncipe, 1 de abril de 1931-ib., 26 de julio de 2023) fue un agrónomo, abogado y político haitiano.

## Biografía
Entre 1958 y 1961 ejerció como Ministro de Turismo bajo la dictadura de François Duvalier. Bajo el régimen de su hijo, Jean-Claude Duvalier, ejerció entre 1978 y 1981 el mismo cargo. Su caída en desgracia en 1981 le valió ser expulsado de Haití por Duvalier y a exiliarse en Nueva York. Tras la caída de Duvalier en 1986 regresó a Haití y se desempeñó como director del Centro Haitiano de Derechos y Libertades Públicas (CHADEL).
Fue nombrado Primer Ministro de Haití después del golpe de Estado de 1991 que derrocó al presidente Jean-Bertrand Aristide y a su primer ministro, René Préval. Ocupó el cargo bajo el mandato del nuevo presidente provisional, Joseph Nérette, pero presentó su renuncia meses después. Entre octubre y diciembre de 1991 ocupó el cargo de Ministro de Relaciones Exteriores y Culto.